# Битка при Валсекильо
Битката при Валсекильо, известна още като битката при Пеняроя, е отклоняваща републиканска офанзива, която се провежда в района на Сиера Морена в южната част на Естремадура и северната част на Андалусия между 5 януари и 4 февруари 1939 г. по време на Гражданската война в Испания.
Основната цел на офанзивата е да отвлече вниманието на силите на националистите в Каталония, но след като са окупирани 500 квадратни километра, настъплението на републиканците е спряно и всички териториални придобивки са загубени от контранастъплението на националистите.

## Предпоставки
След поражението в битката при Ебро Републиканската армия е разбита и не успява повече да се възстанови. Републиканците губят по-голямата част от своето въоръжение и опитни части. В началото на декември националистите концентрират армия от 300 000 – 340 000 души, водени от генерал Фидел Арондо, за да завладеят Каталония. Тогава Висенте Рохо, главнокомандващ на републиканската армия, решава да започне отклоняваща офанзива в централната зона, за да отклони националистическите сили от Каталония.

## План „П“
През 1937 г. Висенте Рохо планира офанзива през Естремадура към португалската граница, за да пресече наполовина зоната, контролирана от националистите; планът за това настъпление е с кодово име План „П“. Републиканското правителство обаче отхвърля плана. През декември 1938 г. Рохо все пак решава да започне офанзивата. Една републиканска армия атакува през Естремадура към Кордоба, докато друга бригада ще настъпи към Малага и ще започне въстание в Андалусия срещу националистите. Офанзивата трябва да започне на 8 декември, но десантното нападение при Мотрил е отменено точно когато войските вече са готови да напуснат и генералите Хосе Миаха и Мануел Гомес отхвърлят плана. Републиканската офанзива в Естремадура започва едва на 5 януари, след началото на националистическото настъпление срещу Каталония.

## Битката

### Численост
Републиканците събират армията на Естремадура, водена от генерал Антонио Ескобар Уертас. Сред неговите съставни единици са XXII корпус, командван от полковник Хуан Ибарола, състоящ се от 47-ма дивизия, 70-та дивизия и 10-та дивизия. Допълнително четири смесени бригади от пехота и кавалерия са във формация, посочена като колона „Ф“. Въпреки размера си, на много от нейните войски липсват оръжия и оборудване.
Противопоставяйки се на републиканците, националистите имат седем дивизии (10-та, 40-та, 74-та, 81-ва, 60-та, 112-та и 122-ра дивизии), водени от генерал Гонсало Кейпо де Ляно.

### Републиканска офанзива
На 5 януари XXII корпус започва офанзивата, разбивайки националистическите линии при Инохоса дел Дуке и отваряйки пробив с дължина 8 км в националистическите сили. На 6 януари републиканските сили пробиват втората линия на националистите и освобождават Фуенте Обехуна, а на 7 януари те окупираха Лос Бласкес и Пераледа дел Саусехо. Но настъплението на републиканците спира преди Пеняроя. Републиканската офанзива е спряна от въздушните атаки на националистите и неблагоприятните метеорологични условия, които карат републиканските танкове да затънат в кал. По времето, когато офанзивата на републиканците е спряна, са завзети 500 квадратни километра с малка стратегическа стойност.

### Националистическа контраофанзива
На 17 януари националистите започват контранастъпление, като си връщат Пераледа дел Саусехо на 22 януари и Фуенте Обехуна на 25 януари. До 4 февруари националистите си възвръщат цялата територия, завладяна от републиканците и генерал Ескобар нарежда на останалите републикански сили да се оттеглят.

## Последица
Битката е пълен провал. Републиканските сили превземат за кратко голяма територия, но националистическата офанзива срещу Каталония продължава и до февруари цяла Каталония е окупирана от националистите.